# Jean-François Marnas
Jean-François Marnas, né le 11 mars 1859 à Lyon et mort le 13 octobre 1932 à Clermont-Ferrand, est un prélat catholique français du XXe siècle qui fut évêque in partibus et évêque de Clermont de 1921 à sa mort.

## Biographie
Il nait à Lyon le 11 mars 1859 d'un industriel et d'une mère très pieuse. Il fait ses études à l'institution des Chartreux, puis se dirige à la Faculté catholique de droit de Lyon, passionné d'expériences de chimie. Il quitte en 1885 les Institutes de Justinien et les cornues de laboratoire pour le grand séminaire et l'étude de saint Thomas.
Ordonné en 1888, il consacre les premières années de son apostolat aux missions étrangères. Il fait plusieurs séjours au Japon et devient vicaire général d'Osaka. Il écrira plusieurs livres sur l'Église chrétienne du Japon et donnera des conférences.
De retour en France en 1897, il catéchise les enfants, et crée, dans le quartier déshérité de Bellecombe dans le 6e arrondissement de Lyon, la paroisse Notre-Dame de Bellecombe dont il est curé jusqu'en 1907.
Chanoine honoraire et directeur diocésain des œuvres en 1907, vicaire général honoraire en 1908, vicaire général titulaire et archidiacre en 1915, protonotaire apostolique en 1916, il s'occupe, pendant douze ans dans un grand diocèse du développement des œuvres sociales et de l'organisation des forces catholiques.
Le 10 mars 1919, Benoit XV le choisit comme évêque titulaire de Sura (de) et, coadjuteur de l'évêque de Clermont. Il est consacré à Lyon le 30 avril suivant par le cardinal Maurin, avec comme co-consécrateurs Jean-Marie Bourchany et Hyacinthe-Jean Chassagnon. Il succède à Pierre-Marie Belmont le jour de sa mort, le 19 mars 1921.
Le 15 avril 1923, il constitue à Clermont un syndicat ecclésiastique ; le 24 mai 1925, il organise un grand meeting des catholiques de l'Auvergne, groupant ses unions paroissiales et les affiliant à la FNC le 1er novembre 1930, il crée une exposition missionnaire de 24 stands.

## Distinctions et rang ecclésiastique

### Rang ecclésiastique
- : Prêtre de l'Église catholique (22 décembre 1888)
- : Évêque coadjuteur de Clermont (10 mars 1919)
- : Évêque de Clermont (19 mars 1921)